# Patrick Ness
Patrick Marshall Ness FRSL, född 17 oktober 1971 på Fort Belvoir i Virginia, är en amerikansk-brittisk författare, journalist, föreläsare, manusförfattare och producent. Han är mest känd för skriva böcker inom ungdomslitteratur, vilket inkluderar böckerna/romanerna i Kaostrilogin, och den fristående boken/romanen Sju minuter över midnatt. Efter att ha bott på Hawaii, i delstaten Washington och i Los Angeles (där han studerade engelskspråkig litteratur på University of Southern California), så flyttade Ness år 1999 till London, där han utöver sitt amerikanska medborgarskap, fick brittiskt medborgarskap.
Ness är en tvåfaldig vinnare av utmärkelsen Carnegie Medal, som han har fått för sina respektive arbeten med böckerna/romanerna De brinnande knivarna och Sju minuter över midnatt. Han har också skrivit manus till den sistnämnda boken/romanens filmatisering Sju minuter efter midnatt från 2016, samt varit skapare och författare till Doctor Whos spinoffserie Class.